# Cons-la-Grandville
 Cons-la-Grandville  es una población y comuna francesa, en la región de Lorena, departamento de Meurthe y Mosela, en el distrito de Briey y cantón de Longuyon.

## Demografía
| 790 | 828 | 769 | 669 | 593 | 608 |
| Para los censos de 1962 a 1999 la población legal corresponde a la población sin duplicidades (Fuente: INSEE [Consultar]) |     |     |     |     |     |

## Personalidades asociadas a la localidad
- Léonce de Lambertye, científico
- Hubert Lavigne(1818-1882) escultor